# 箕面公園昆虫館
箕面公園昆虫館（みのおこうえんこんちゅうかん）は、大阪府箕面市箕面公園内にある博物館。大阪府営（府営箕面公園の指定管理者により運営管理）の昆虫館。
箕面公園内にあるので、観光客も多く訪れている。同公園をふくむ一帯には豊かな自然林が広がり　1967年には明治の森箕面国定公園に指定されている。

## 概要
昆虫を広く紹介するため、1953年（昭和28年）に昆虫館として開園。約７万点あまりの貴重な昆虫標本を所蔵している。展示内容では、世界各地や、地元箕面に生息する昆虫の標本が多数展示されている。生態展示コーナーや映像シアター等の常設展示の他、期間限定の様々なテーマによる企画展示も行われている。（2017年4月リニューアル第一弾の企画展示は「きらめく昆虫展」）。また館内には、一年を通じて蝶が温室内を自然に飛び交う姿を観察できる「放蝶園」が設置されている。

### 沿革
- 1953年（昭和28年）、昆虫館（木造1階）として開業。
- 1981年（昭和56年）、昆虫館（RC造2階）を建て替えをする。このとき放蝶温室が増設される[1]。
- 1992年（平成4年）、放蝶園が完成する。
- 1996年（平成9年）、昆虫館の改修工事を行う。
- 2002年（平成14年）、財団法人大阪府公園協会が運営管理を行う。
- 2006年（平成18年）、大阪府の直轄へ戻る。
- 2017年（平成29年）4月、全館リニューアルを行ない、府営箕面公園指定管理者による管理運営を開始。

## 館内の展示物
常設展示
- 生態展示コーナー
- 映像シアター
- キッズルーム
- 箕面に生息する昆虫たち（標本展示）
- 水生昆虫の生態展示
- 標本展示

企画展示
「インパクト、インセクト展」　2019年9月18日〜2020年1月13日
「くらべてみ展」　2019年6月5日〜9月16日
「色あつめ」　2019年1月16日〜6月3日
「２館合同展さいきょうのかまきり」　2018年9月5日〜2019年1月14日
「顎と角展」2018年5月23日〜2018年9月3日
「ウラオモ展」2017年12月20日〜2018年5月21日
「トリバネアゲハ展」2017年9月6日〜2017年12月18日
「きらめく昆虫展」2017年4月1日〜2017年9月4日
放蝶園
- 生きた蝶の展示

## 所在地・交通アクセス
〒562-0002　大阪府箕面市箕面公園1-18
- 箕面駅（阪急箕面線）から北へ徒歩15分
- 車の場合、駐車場は無いが、箕面駅近くの駐車場が使える。

## 周辺
- 箕面滝…日本の滝百選選出。
- 瀧安寺… 中腹にある修験道の寺院。
- 西江寺…日本最初の大聖歓喜天が祀られている。
- 勝尾寺…西国三十三所の第二十三番札所。
- 箕面温泉…箕面温泉観光ホテル。